# Kantoor van de Levensverzekeringsmaatschappij Piëtas
Het voormalige kantoor van de Levensverzekeringsmaatschappij Piëtas is een gebouw in de Nederlandse stad Utrecht. Het uit rond 1905 daterende bouwwerk staat op de hoek van de Drift met de Nobelstraat en is gebouwd naar ontwerp van de architect J.A. van Straaten.
Het gebouw werd in 2001 aangewezen tot rijksmonument.

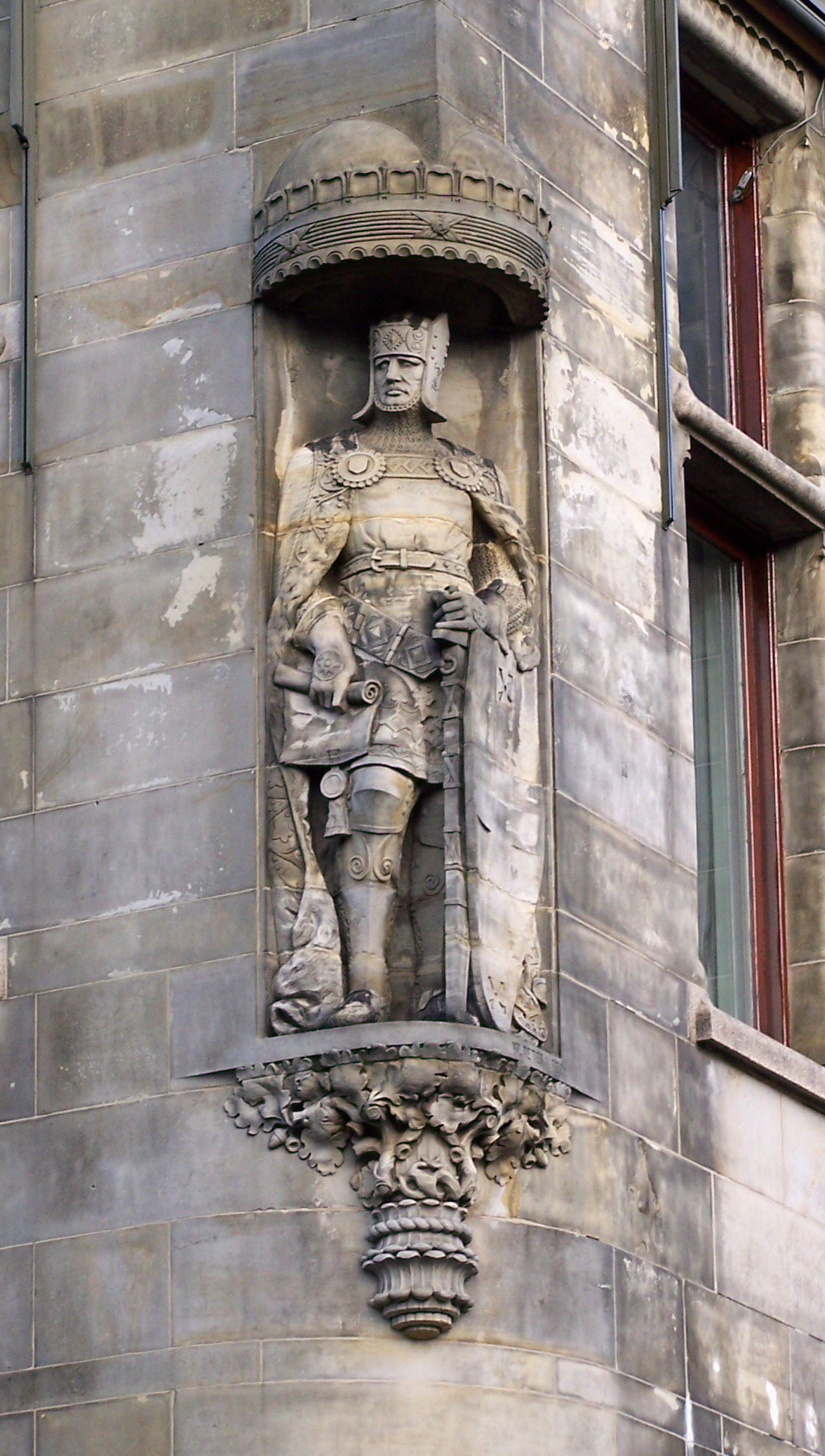
beeldhouwwerk van W. Retera in de façade
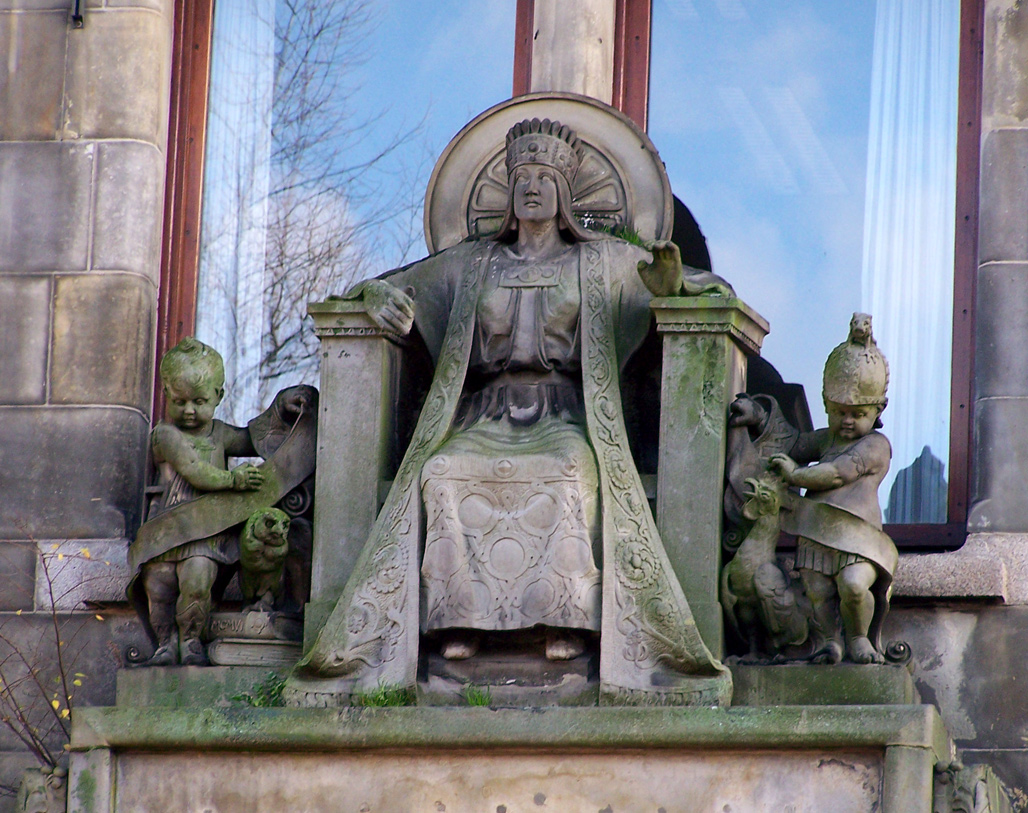
beeldhouwwerk van W. Retera in de façade